# Innengang
Beim Innengang oder Einwärtsdrehgang (englisch in-toe walking oder in-toing) zeigen die Großzehen während des Gehens zueinander und der Fuß rollt über die Außenseite ab. Dadurch kommt es zu einem verstärkten Verschleiß in den Fußgelenken, in den Kniescheiben und auch in den Hüftknochen. Neben Einwärtsgang der Füße gibt es den sogenannten Kniebohrgang englisch kneeing in.
Beim Kleinkind ist der Innengang oft eine vorübergehende Erscheinung, die unbedenklich ist. Ab ca. dem 10. Lebensjahr sollte sich das Gangbild normalisiert haben und der Fuß gerade bis leicht nach außen gedreht abrollen. Das Gegenstück zu diesem Phänomen nennt sich „Auswärtsgang“ oder die „Außenrotationsfehlstellung“.

## Unterteilung
Der Einwärts-, Innen- oder Zeheninnengang wird in der Fachsprache als Innenrotationsgang bezeichnet. Dabei stehen die Füße nicht parallel zueinander, sondern sind „einwärts gedreht“ (Innenrotation). Dieses Gangbild kommt insbesondere bei Kleinkindern vor und hat zumeist keine krankhaften Ursachen. Der Oberschenkel ist beim Kleinkind oftmals nach innen gedreht, die Knie zeigen also nicht genau nach vorne.
- englisch Femoral Anteversion[7] – Verdrehung des Oberschenkelknochen (lateinisch Femur) unterhalb des Hüftknochens – kann eventuell durch zu häufiges Sitzen auf dem Boden begünstigt werden, wobei die Beine eine sogenannte W-Position (Najadensitz) bilden. Es treten nur selten funktionelle Probleme auf.[2] Die Fehlstellung normalisiert sich in der Regel bis zum 13. oder 14. Lebensjahr.
- englisch Internal Tibial Torsion[8] – verdrehte Schienbeinknochen (lateinisch Tibia) Veränderungen in Unterschenkeln oder Knien. Eine Form bei Babys und Kleinkindern, die zumeist durch die Lage im Uterus während der Schwangerschaft entsteht und sich im Laufe des Wachstums normalisiert.[2] Die Fehlstellung normalisiert sich zumeist bis zum 6. oder 7. Lebensjahr.
- lateinisch Metatarsus Adductus[9] – gebogener Mittelfußknochen, kann bei Kleinkindern auftreten, die überwiegend auf dem Bauch schlafen. Bei ausgeprägteren Problemen kann ein Arzt spezielle Schuhe oder Schienen verschreiben. Eine Operation zur Streckung der Füße ist nur in sehr seltenen Fällen erforderlich.[2]

## Psychomotorischer Innengang
In einigen Fällen ist der Innengang eine Folge eines Senk- oder Knicksenkfußes, der im Normalfall nur über die Großzehe abrollen kann und dabei den Fuß nach außen dreht. Bei manchen Menschen – überwiegend bei Mädchen – wird diesem, ebenfalls schädlichen Gangbild im Unterbewusstsein entgegen gesteuert, um die Großzehen zu entlasten. Man nennt dieses den psychomotorischen Innengang. Wird der Senkfuß nach innen gedreht, muss er über die Kleinzehen abrollen. Dabei kommt es zwangsläufig dazu, dass das Fersen- und Schienbein mit nach innen gedreht wird. Die Folge: übermäßiger, einseitiger Verschleiß in den Knie- und Hüftgelenken.
Der Innengang kann aber auch andere, wachstumsbedingte oder angeborene Gründe haben, welche die Konsultation eines auf Kinderfüße und Beine spezialisierten Facharztes für Orthopädie oder eines Therapeuten erforderlich machen.

### Therapie
Eine individuelle Einlagentherapie führt zur Normalisierung des Gangbildes und Stabilisierung der Fußmuskulatur. Diese Einlagentherapie wird wie folgt eingeleitet:
- Gut ausgeprägte Stützeinlagen nach Gipsabdruck (beim Knickfuß mit Fersenkorrektur)
- Augenscheinliche Gangbildkontrolle nach 3–6 Monaten
- Sofern das Gangbild und Abrollverfahren bis dahin nicht neutral sind, werden an den Einlagen mediale Stützstreifen angebracht. Diese sorgen dafür, dass der Innengang unbequem wird.

Typischerweise nach wenigen Wochen programmiert sich die Muskelsteuerung dementsprechend um und das Kind geht normal.
Die zunächst häufig verordneten Weichschaumeinlagen erbringen meist keinen zufriedenstellenden Therapieerfolg.
Die Behandlung sollte ab dem 4. Lebensjahr erfolgen. Vorab ist zu klären, ob das Gangverhalten durch einen Senkfuß herbeigeführt wird. Die Verabreichung von speziell angefertigten Maßeinlagen mit einer Innengewölbekorrektur und einem an den Außenseiten der Einlagen unterklebten Abrollunterstützungskeil reicht aus, um das Gangbild in einem Zeitraum, der zwischen zwei Wochen und acht Monaten liegt, zu normalisieren. Begleitend gehört auch die Fußgymnastik in diese Therapiemaßnahme.
Bei Kindern und Jugendlichen bleiben Eingewöhnungsprobleme in der Regel aus. Bei Erwachsenen kann es durch die Einlagentherapie vorkommen, dass Spannungsschmerzen vom Fuß aus bis über die Waden in den Hüften auftreten können.
Wichtig ist vor der Einlagenverordnung, dass vorher das Gangbild genau geprüft und festgehalten wird, damit der laterale Keil richtig positioniert werden kann.

### Folgen vom untherapierten Innengang
- Das Gewölbe kann sich durch die Anspannung während des Abrollens dauerhaft in Richtung Hohlfuß verformen.
- Hüft- und Knieprobleme treten oft in oder nach der Pubertät auf.